# Аділь Чарчані
Аділь Чарчані (15 травня 1922 — 13 жовтня 1997) — албанський політик. голова Ради міністрів Албанії за часів правління Енвера Ходжі. Номінально він очолював албанський уряд до самого падіння комуністичного режиму в країні.

## Біографія
Чарчані народився у Фуше-Барде, Албанія. Впродовж Другої світової війни він бився у складі партизанських сил проти італійських фашистів. Після війни він вступив до лав Албанської партії праці, в 1950-х роках займав пост міністра гірничої промисловості, в 1960 році став членом політбюро АПП, у 1981 році очолив Раду міністрів.
18 грудня 1981 року відразу ж після раптової смерті Мехмета Шеху Чарчані очолив Раду міністрів країни. Цей пост він займав до самого падіння комуністичного режиму в 1991 році.
В 1994 році Чарчані був заарештований та поміщений до в'язниці. Згодом його покарання було пом'якшено і змінено на домашній арешт у зв'язку з тим, що Чарчані почав відчувати проблеми зі здоров'ям. Під домашнім арештом він і помер у 1997 році.